# Първичноопашати
Протури (Protura) или първичноопашати (от гр.: proto — „първичен“ и ura — „опашка“) са дребни (0,5 — 2 mm), примитивни членестоноги, от подтип  шестокраки, обитаващи предимно почвата. Първичноопашатите нямат очи и антенки, нито крила. Сетивни функции изпълнява първата двойка леко издължени крачка. Пигментацията е слаба или липсва такава.
Първичноопашатите са открити сравнително късно — през 1907 г. от Филипо Силвестри който описва вида Acerentomon doderoi и го поставя в нов разред Protura на насекомите. Поради множеството разлики с насекомите, днес Protura са отделени от тях в собствен клас. Описаните до днес видове наброяват повече от 780.

## Морфология
Тялото на тези животни има обособени три дяла (тагми) – глава, гърди и коремче.

### Глава
Главата е конусовидна с ентогнатен устен апарат (вмъкнат в главовата капсула) и двойка псевдоочи с неясна функция. Псевдоочите вероятно са хомоложни на постантенния орган на вилоскачките.

### Гърди
Гърдите са съставени от три сегмента, всеки с по една двойка крака. Краката имат пет членчета и завършват с единично нокътче. Първата двойка крака са с удължени стъпала, покрити са с множество сенсили и обикновено се носят издадени напред и над главата. Така протурите обикновено използват само задните две двойки крака за придвижване, но когато е необходимо (например при изкачване), използват и предните. Видовете от разред Eosentomata (с изключение на род Styletoentomon) и тези от род Sinentomon (разред Sinentomata) имат две двойки дихалца на последните два сегмента на гърдите и са свързани с трахейна система.

### Коремче
Възрастната протура има 12-членно коремче. Според някои автори последното членче е всъщност телсон. Ларвата има 8 членчета (плюс телсон) и се развива анаморфно като след всяко линеене се добавя едно членче пред телсона. Фактът че при анаморфозата членчетата се добавят преди телсона, а не след него, подкрепя тезата че той не е истинско членче. Първите три членчета имат рудиментарни крачка наречени стилуси.

## Биология
Малко се знае за биологията на първичноопашатите заради малките им размери затрудняващи наблюдаването им и заради липсата на икономически интерес който да стимулира проучванията. Знае се че повечето от тях обитават горните слоеве на почвата, но някои могат да достигнат до 25 см. дълбочина. В горския хумус гъстотата им може да достигне 90 000 индивида на квадратен метър. Лабораторно е показано че се хранят с мицела на микоризни гъби, мъртви акари и гъби на прах.

## Семейства
Разредът включва следните семейства:
- Hesperentomidae
- Protentomidae
- Acerentomidae
- Antelientomidae
- Eosentomidae
- Fujientomidae
- Sinentomidae

## Латински речник на използваните термини
- глава – cephalon
- гърди – thorax
- дихалце – spiraculum, pl. -ula
- коремче – abdomen
- псевдооко – pseudooculus, pl. -uli
- сенсила – sensillum. pl. sensilla
- стъпало – tarsus, pl. tarsi
- четинка – seta, pl. setae